# L-Inħawi tad-Dwejra u tal-Qawra, inkluż Ħaġret il-Ġeneral
L-Inħawi tad-Dwejra u tal-Qawra, inkluż Ħaġret il-Ġeneral este o arie protejată (arie specială de conservare — SAC, sit de importanță comunitară — SCI) din Malta întinsă pe o suprafață de 86,92 ha, integral pe uscat.

## Localizare
Centrul sitului L-Inħawi tad-Dwejra u tal-Qawra, inkluż Ħaġret il-Ġeneral este situat la coordonatele 36°02′59″N 14°11′36″E / 36.0497°N 14.1934°E.

## Înființare
Situl L-Inħawi tad-Dwejra u tal-Qawra, inkluż Ħaġret il-Ġeneral a fost declarat sit de importanță comunitară în aprilie 2004 pentru a proteja 6 specii de plante și 14 specii de animale. Situl a fost protejat și ca arie specială de conservare în decembrie 2016.

## Biodiversitate
Situată în ecoregiunea mediteraneană, aria protejată conține 8 habitate naturale: Faleze cu vegetație de Limonium spp. endemic de pe coastele mediteraneene, Tufărișuri halofile mediteraneene și termo-atlantice (Sarcocornetea fruticosi), Ape puternic oligomezotrofe cu vegetație bentonică cu Chara spp., Iazuri temporare mediteraneene, Tufărișuri termo-mediteraneene și de pre-deșert, Phrygana endemică cu Euphorbio-Verbascion, Pante stâncoase calcaroase cu vegetație casmofită, Galerii și tufărișuri riverane sudice (Nerio-Tamaricetea și Securinegion tinctoriae).
La baza desemnării sitului se află mai multe specii protejate:
- plante (6): Anacamptis pyramidalis, Cremnophyton lanfrancoi, Helichrysum melitense, Hyoseris frutescens, Linaria pseudolaxiflora, Palaeocyanus crassifolius
- păsări (14): ciocârlie-cu-degete-scurte (Calandrella brachydactyla), Calonectris diomedea,  prundaș gulerat mic (Charadrius dubius), Cisticola juncidis, porumbel (Columba livia), presură sură (Emberiza calandra), șoim călător (Falco peregrinus), vânturel roșu (Falco tinnunculus), găinușă de baltă (Gallinula chloropus), pescăruș argintiu (Larus cachinnans), mierlă albastră (Monticola solitarius), Puffinus yelkouan, Sylvia conspicillata, silvie mediteraneană (Sylvia melanocephala)